# Élections impériales de 1562
L'élection impériale de 1562 est la onzième élection après la promulgation de la Bulle d'or de 1356, permettant d'élire le Roi des Romains, prince héritier jusqu'au couronnement comme Empereur du Saint-Empire romain. Elle a eu lieu à Francfort-sur-le-Main le 28 novembre 1562.

## Contexte
Il s'agit de la troisième élection impériale à avoir lieu pendant la Réforme. Le 31 octobre 1517, Martin Luther avait apposé les 95 thèses contre les indulgences sur la porte de la chapelle du château de Wittemberg.
La critique de Luther est un des éléments clés du schisme massif au sein de l'église, et d'une scission entre les États impériaux. En 1527, l'Électeur Jean-Frédéric de Saxe a établi une église d'État luthérienne en Saxe avec l'électeur comme évêque en chef. En décembre 1530 il est rejoint par Philippe de Hesse et le 27 février 1531 ils établissent la Ligue de Smalkalde, une alliance militaire défensive des principautés luthériennes dans lesquelles chacun s'engageait à soutenir l'autre en cas d'attaque des forces du Saint Empire romain, regroupant au total huit princes et onze villes.
En vue des préparatifs de l'empereur Charles Quint pour les supprimer, les membres de la Ligue lancèrent une attaque préventive contre ses forces dans la ville catholique de Füssen le 10 juillet 1546. La guerre qui s'ensuivit conduisit à la défaite et la dissolution de la Ligue. Il conduisit également à la capitulation de Wittemberg en 1547, selon laquelle Jean-Frédéric de Saxe fut contraint de céder l'électorat à son cousin Maurice, premier membre de la branche albertine.
Le 15 mai 1548, Charles a publié l'Intérim d'Augsbourg. Conçu comme un compromis entre l'empire catholique et ses princes et sujets protestants, il permettait le mariage dans le clergé protestant et la réception par les laïcs de la communion par « espèces » (le pain et le vin consacrés). Cependant, il a également ordonné la réadoption parmi les protestants des pratiques catholiques comprenant les sept sacrements. La pression intérieure des sujets protestants de l'empire a conduit à l'offre de concessions supplémentaires dans l'Intérim de Leipzig en décembre, et finalement à plus de violence. Le 15 janvier 1552, une coalition de princes protestants du Saint Empire Romain signa le traité de Chambord avec le roi de France Henri II, l'invitant à occuper les trois évêchés de Metz, Verdun et Toul en échange d'une assistance militaire contre Charles. Le conflit renouvelé a pris fin par la paix de Passau d'août 1552, qui a révoqué l'Intérim d'Augsbourg, et par la paix d'Augsbourg de septembre 1555, qui a permis aux princes de l'empire d'établir le luthéranisme ou le catholicisme comme leurs religions d'État selon le principe Cujus regio, ejus religio.
En 1558, Charles Quint abdique et son frère Ferdinand Ier (élu en 1531) lui succède. En 1562, Ferdinand a appelé à l'élection de son successeur.

## Princes-électeurs
Les sept princes-électeurs appelés à élire le successeur de Ferdinand étaient (dans l'ordre de vote définie par la Bulle d'or de 1356) :
| Électorat           | Prince-électeur | Prince-électeur            | Titres                                                |
| ------------------- | --------------- | -------------------------- | ----------------------------------------------------- |
| · Trèves            |                 | Jean VI de Leyen           | Archevêque de Trèves                                  |
| · Cologne           |                 | Frédéric IV de Wied        | Archevêque de Cologne                                 |
| · Bohême            |                 | Ferdinand Ier              | Roi de Bohême Empereur du Saint-Empire Roi de Hongrie |
| · Palatinat du Rhin |                 | Frédéric III               | Électeur palatin                                      |
| · Saxe              |                 | Auguste Ier                | Électeur de Saxe                                      |
| · Brandebourg       |                 | Joachim II Hector          | Margrave de Brandebourg                               |
| · Mayence           |                 | Daniel Brendel von Homburg | Archevêque de Mayence                                 |

## Élection
Maximilien II, fils de Ferdinand, est élu et couronné deux jours plus tard dans la cathédrale de Francfort. Pour la première fois le sacre ne se tient pas à Aix-la-Chapelle, du fait que le nouvel archevêque de Cologne n'avait pas encore reçu l'ordination épiscopale de Pie IV,. Il devient empereur à la mort de son père le 25 juillet 1564.